# Lockheed Martin F-35 Lightning II
Lockheed Martin F-35 Lightning II ou F-35 Joint Strike Fighter é um caça multifunção supersônico furtivo (stealth) de quinta geração, que fora desenvolvido para satisfazer as necessidades dos governos de Estados Unidos, Reino Unido, Países Baixos, Austrália, Canadá, Itália, Dinamarca, Noruega, Turquia e de outros compradores, como Israel.
O F-35 foi concebido como projeto de três caças de quinta geração, CTOL F-35A JSF, STOVL F-35B JSF, CV F-35C JSF, de relativo baixo custo, para a Marinha, Força Aérea e Fuzileiros Navais dos Estados Unidos, pois englobar três aeronaves em um mesmo projeto atenuou os elevados custos de desenvolvimento comparado aos três separados. No entanto, devido a sucessivos problemas de desenvolvimento, o objetivo de baixo custo não foi atingido. As principais armas são transportadas em compartimentos internos, para um elevado grau de discrição. Mas armas adicionais podem ser transportadas externamente, em missões em que a furtividade não é necessária.
Desde que foi concebido, o F-35 tem se envolvido em controvérsias. Atrasos, aumento nos custos de desenvolvimento (projetados inicialmente em 59 bilhões de dólares) e problemas no projeto em geral mancharam a reputação do caça, que deveria ser uma alternativa mais barata ao caríssimo F-22. O custo de desenvolvimento, construção e manutenção girou em torno de US$ 400 bilhões de dólares, sendo o projeto de armamento mais caro da história. Em 2015, após quinze anos de desenvolvimentos, o primeiro esquadrão de F-35 foi liberado para o serviço ativo na Força Aérea dos Estados Unidos. É projetado que esta aeronave permaneça no serviço ativo até 2070.
Até janeiro de 2024, mais de mil F-35 foram construídos pela Lockheed Martin. Apesar do custo do projeto e problemas no desenvolvimento, a aeronave se provou um sucesso de vendas e é elogiado por sua performance, alta tecnologia e manobrabilidade, sendo o caça furtivo de maior sucesso do mundo, em termos de produção e utilidade, com cerca de dezessete países o tendo em seu arsenal.

## Histórico

### Programa JSF
O programa JSF é consequência da diminuição da procura por aviões tácticos no pós-Guerra Fria, aumentando a procura por aviões multifuncionais, ou seja, que realizam vários tipos de serviços.
Nesta perspectiva e com o objectivo de substituir diversos modelos de aviões tácticos da Marinha e da Força aérea, por um que fosse capaz de sobreviver no campo de batalha do século XXI. Os programas de desenvolvimento de novos caças, em andamento na Marinha e na Força Aérea dos Estados Unidos uniram-se em um único programa que foi denominado JSF - caça de ataque conjunto (Joint Strike Fighter).

#### Desenvolvimento

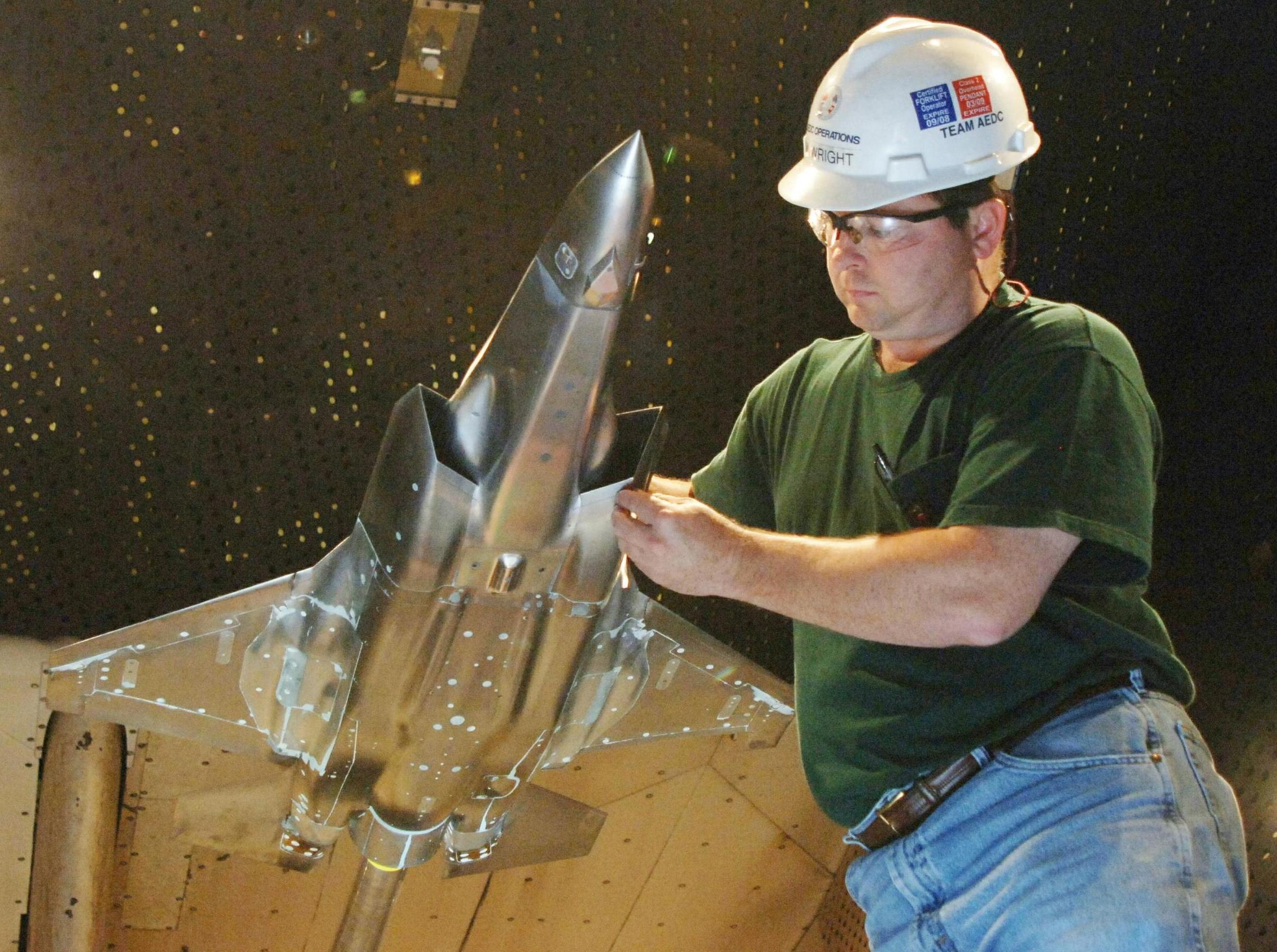
Um engenheiro com uma miniatura da aeronave durante seu projeto de desenvolvimento

A 16 de novembro de 1996 o Departamento de Defesa dos Estados Unidos anuncia que a Boeing e a Lockheed Martin são os escolhidos, para competir na fase de concepção e desenvolvimento (CDP), com a Pratt and Whitney a fornecer apoio na propulsão. Boeing e Lockheed, recebem um contrato para a construção de dois Protótipos que em voos de teste, competirão para demonstrar os respectivos conceitos para as três variantes do programa.
Em outubro de 2002 o Departamento de Defesa selecionou o projeto da Lockheed como vencedor da competição, que entra de imediato na fase de desenvolvimento e demonstração (SDD). A Lockheed para a aeronave, a Pratt and Whitney para o motor do avião, recebem contratos como principais empreiteiros para a fase de produção. A General Electric também recebe fundos para a continuação dos seus esforços técnicos no desenvolvimento de um motor alternativo.
- Primeiro voo do Modelo F-35A (AA-1) em 15 de dezembro de 2006[13]
- Primeiro voo do Modelo F-35B (BF-1) em 11 de junho de 2008[14]
- Primeiro voo do Modelo F-35C (CF-1) em 6 de junho de 2010[15]

O F-35A, F-35B e F-35C têm previsto atingir capacidade operacional (IOC) em março de 2013, março de 2012 e setembro de 2014, respectivamente, de notar que o F-35B será operacionalmente capaz um ano mais cedo que o F-35A.

### Custo

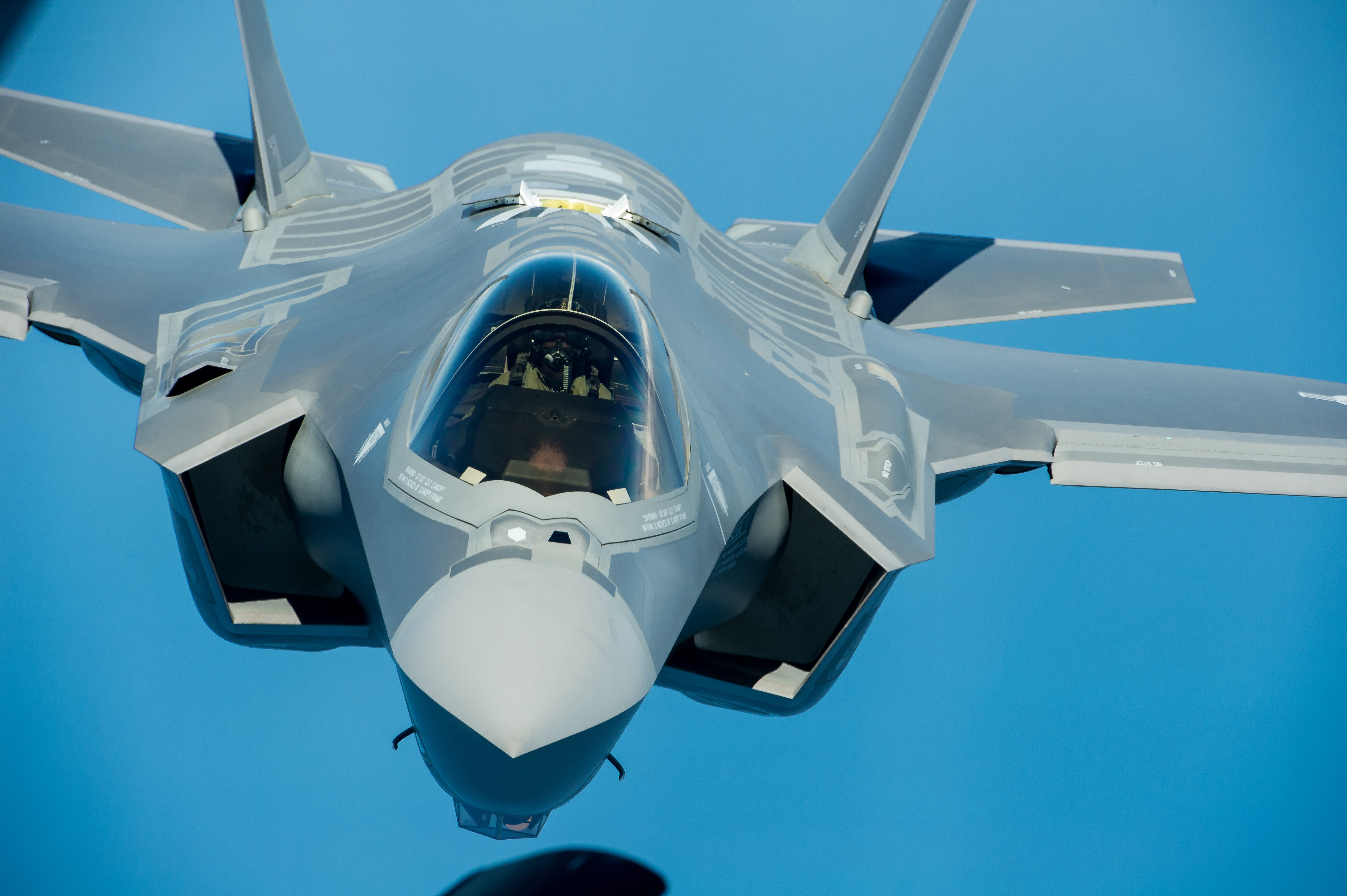
F-35 durante um reabastecimento aéreo

Em 31 de dezembro de 2007 o total estimado de custos de aquisição do programa F-35, foi de aproximadamente 250 bilhões de dólares, incluindo cerca de 47,1 bilhões de dólares em custos de investigação e desenvolvimento, cerca de 198,4 bilhões de dólares em custos de aquisição, e aproximadamente US$ 4,96 bilhões em custos de construção militar. Desde 2002 o total estimado dos custos de aquisição, aumentou aproximadamente 100 bilhões de dólares, devido principalmente à extensão por um ano da fase de desenvolvimento e demonstração (SDD), atraso de um ano no início dos contratos, passando do ano fiscal de 2006, para o ano fiscal de 2007, fazendo com que os custos da derrapagem financeira se refletissem no desempenho do desenvolvimento do programa F-35. Nestes valores não estão incluídos os custos de aquisição, referentes às várias centenas de aviões que serão comprados pelos restantes parceiros internacionais do programa. No ano fiscal de 2009 o programa recebeu um total de 44 bilhões de dólares, distribuídos por: pesquisa e desenvolvimento 37 bilhões de dólares, custos de aquisição 6,9 bilhões de dólares e 150 milhões de dólares para construção militar.

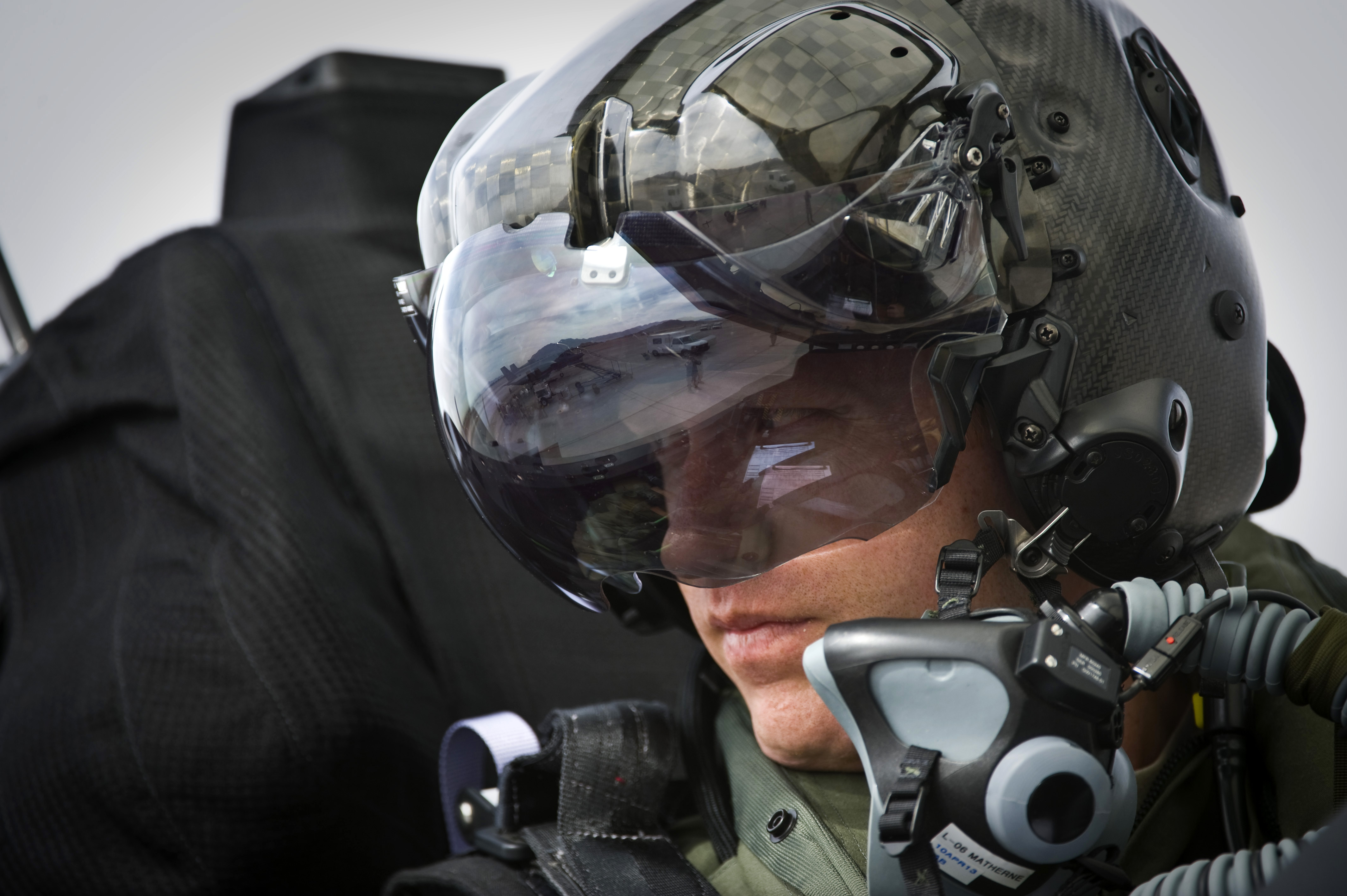
Capacete de um piloto de teste do F-35.

Comparativa entre o preço por unidade do F-35A/B/C e o preço final dos modelos que vão ser substituídos, comparativo também com o primeiro caça-bombardeiro furtivo o F-117 Nighthawk. Os valores apresentados são em milhões e os valores dos três modelos do F-35 são estimativas assumidas no orçamento do ano fiscal de 2008.
Comparação entre a estimativa de custos prevista para o ano fiscal de 2011 e o custo estimado originalmente em 2001 para o desenvolvimento do projecto e respectivos atrasos no seu cronograma. Referência comparativa também com os anos de 2007 e 2008:
|                                       | Outubro de 2001  | Março de 2007    | Dezembro de 2008 | Orçamento de 2011 (verba requerida) |
| ------------------------------------- | ---------------- | ---------------- | ---------------- | ----------------------------------- |
| Total dos custos de desenvolvimento   | US$ 34,4 bilhões | US$ 44,8 bilhões | US$ 46,2 bilhões | US$ 49,3 bilhões                    |
| Data para completar o desenvolvimento | Abril de 2012    | Outubro de 2013  | Outubro de 2014  | Abril de 2016                       |

Em 2015, o custo total do projeto e desenvolvimento do F-35 figurou em pelo menos US$ 400 bilhões de dólares.

### Participação Internacional

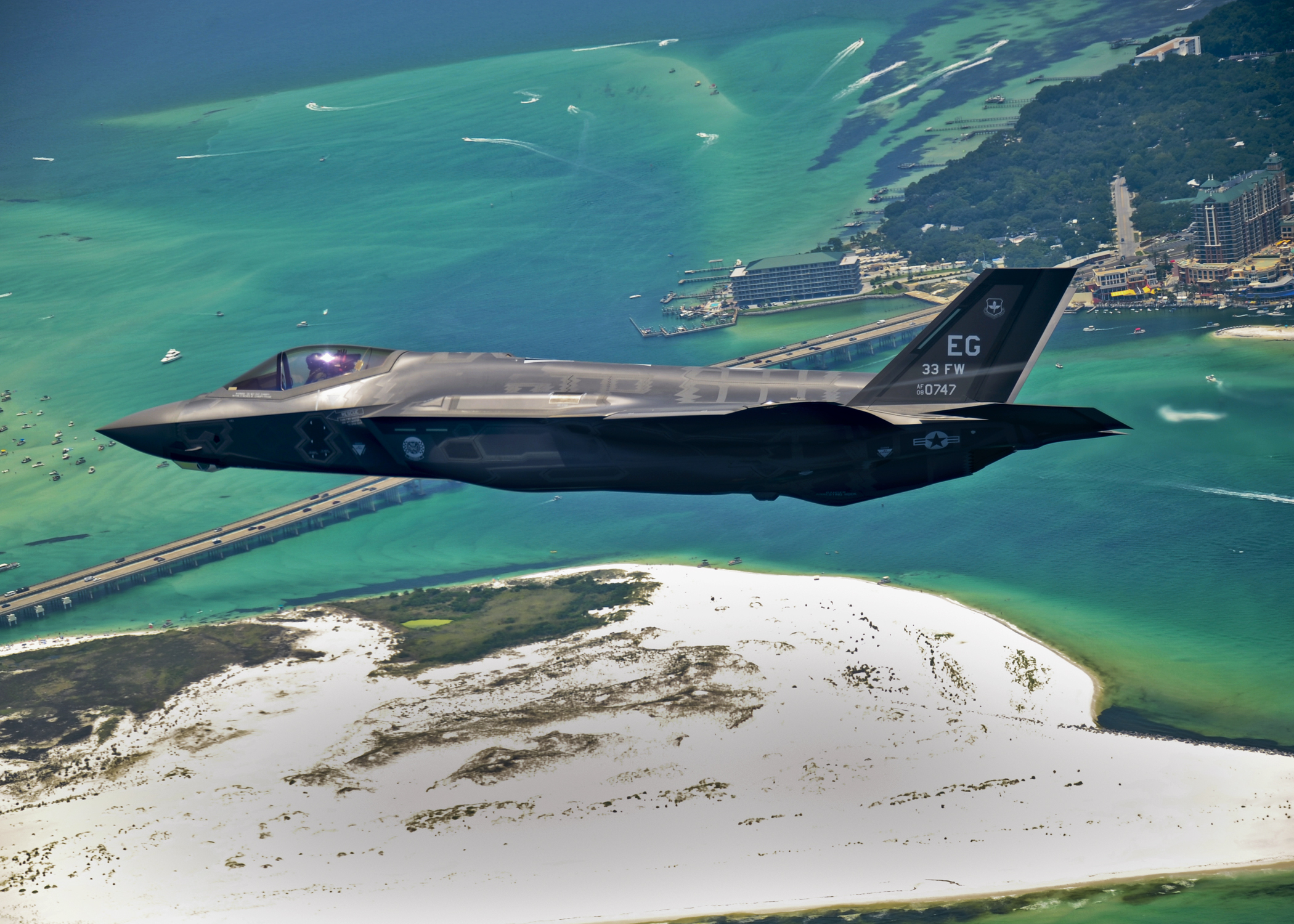
Um F-35 sobrevoando a Eglin Air Force Base, na Flórida, Estados Unidos.

Os Estados Unidos, Reino Unido, Itália, Países Baixos, Canadá, Turquia, Austrália, Noruega e Dinamarca são as nove nações que formam a parceria para o desenvolvimento e construção do F-35.
Adicionalmente Israel e Singapura foram admitidos no (SDD) esforço de Desenvolvimento e Demonstração, com o estatuto de (SCP) Participante de Segurança Cooperativa. Existem três níveis de participação internacional, que refletem na generalidade, o nível de empenhamento financeiro no programa, a quantidade e qualidade da transferência tecnológica, que companhias nacionais podem ser convidadas a participar no projeto e finalmente quais os países que podem obter a construção de aeronaves.
- → O Reino Unido é o único parceiro de nível 1
- → Itália e Holanda são ambos parceiros de nível 2
- → No nível 3 os parceiros são Canada, Turquia, Austrália, Noruega e Dinamarca.

Em 2019, a Turquia foi removida do programa e proibida de importar esta aeronave devido a questões de segurança quando o governo turco começou uma reaproximação com a Rússia.

## Motores

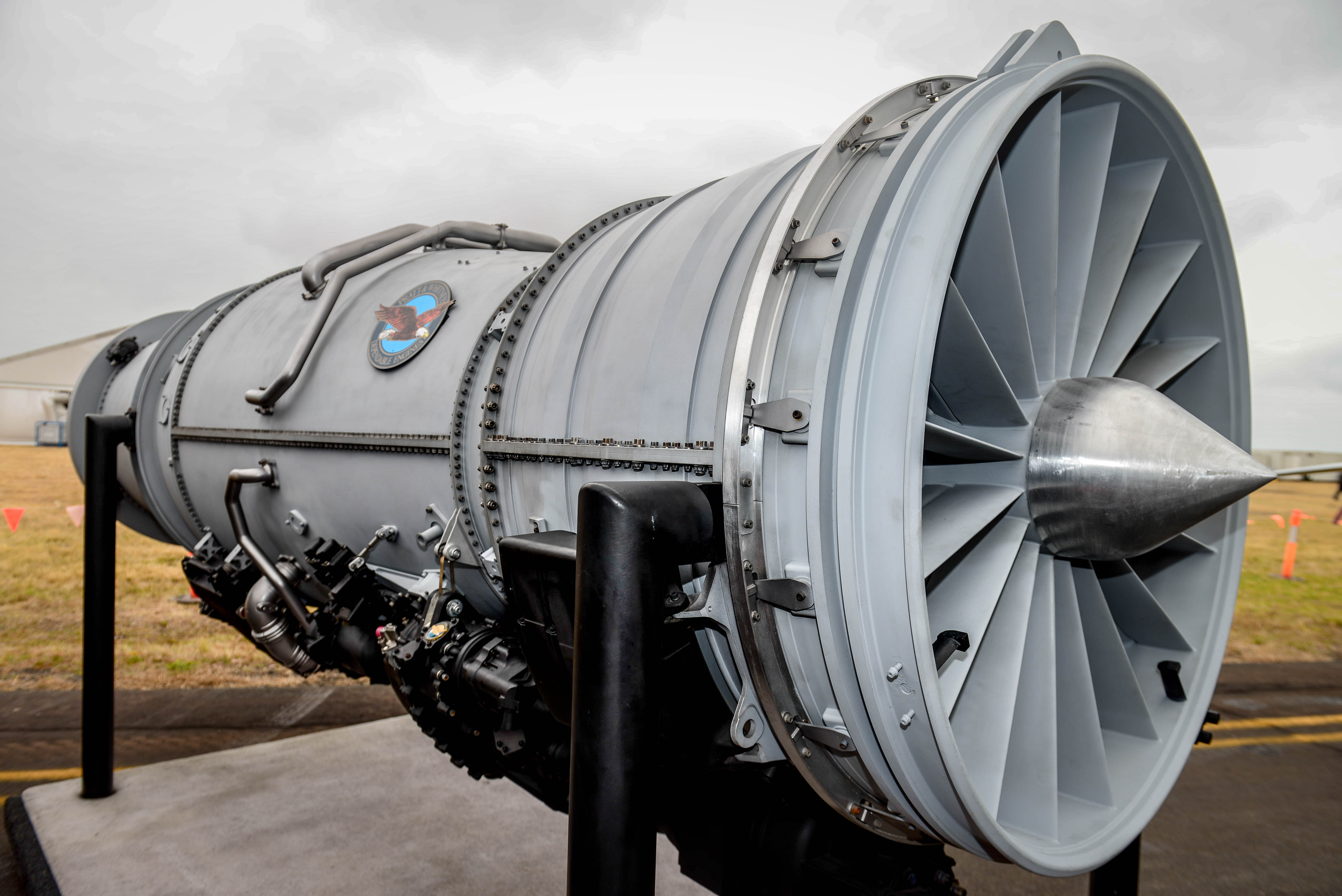
Motor do F-35 em exposição

O motor F-135, fabricado pela Pratt & Whitney e o F-136, fabricado pela Fighter Engine Team um consórcio composto pela General Electric e Rolls-Royce, são os motores que as aeronaves F-35 podem utilizar. Os motores utilizam partes comuns e são intercambiáveis.
Um motor adicional, cujo desenvolvimento e produção está a cargo da Rolls-Royce, é presente na versão STOVL para habilitar o Lift System. O sistema de propulsão dos F-35 é o mais potente dentre os turbofans.

### F-135
O F-135 é uma evolução do bem-sucedido F-119 que propulsiona o F-22 Raptor (mas não está habilitado para supercruise, como o F-119) acumulando já mais de 1 milhão de horas de voo em apoio da entrada em serviço operacional prevista para 2012. Utiliza um ventilador de três estágios, um compressor de seis fases, um combustor anular, uma turbina de alta pressão de estágio único e uma turbina de baixa pressão de 2 estágios. O primeiro teste para a versão convencional do F-35 aconteceu em outubro de 2003, em 10 de abril de 2004 aconteceu o primeiro teste para a versão STVOL.

### F-136
General Electric e Rolls-Royce são a equipa construtora do F-136, que se encontra em pré fase de desenvolvimento e demonstração, um ano de atraso em relação ao seu concorrente, trata-se de um desenvolvimento a partir de motores previstos para anteriores programas. O motor consiste num ventilador de três estágios, uma turbina de baixa pressão com três estágios, compressor com três estágios e uma turbina de alta pressão com um único estágio. O primeiro teste para a versão CTOL ocorreu em 22 de julho de 2004, e o primeiro teste para a versão STOVL em 10 de Fevereiro de 2010.
Desde 2002, ano em que começou o programa de desenvolvimento do motor F-135 que tem havido aumento de custos. No ano fiscal de 2002 era esperado um custo global de desenvolvimento, no valor de US$ 4,8 mil milhões. Em 2008 o responsável pelo programa do F-35 anunciou que os custos tinham crescido para um valor equivalente a US$ 6,7 mil milhões um aumento de cerca de 38%.
Reciprocamente, no programa concorrente F-136 os custos têm se mantido estáveis desde o início, não indiciando qualquer aumento. Contudo desde que no ano fiscal de 2005 recebeu a verba de 2,5 bilhões, nunca mais recebeu fundos do orçamento de estado para desenvolvimento. No entanto e desde então o congresso tem assegurado anualmente fundos para a continuação do desenvolvimento, bem como para não defraudar as expectativas dos parceiros internacionais.

## Histórico operacional

### Utilizadores

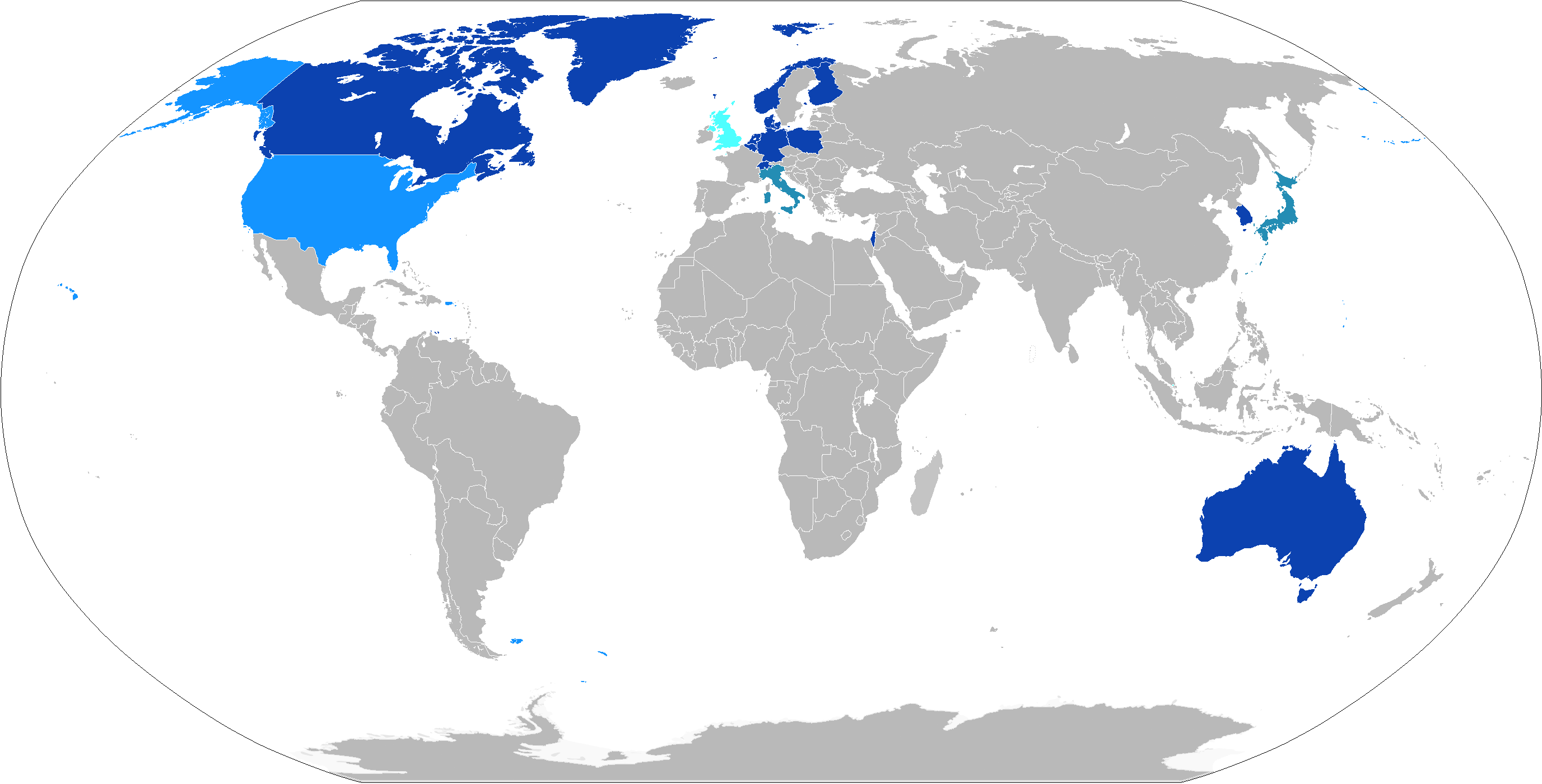
Países operadores de caças F-35

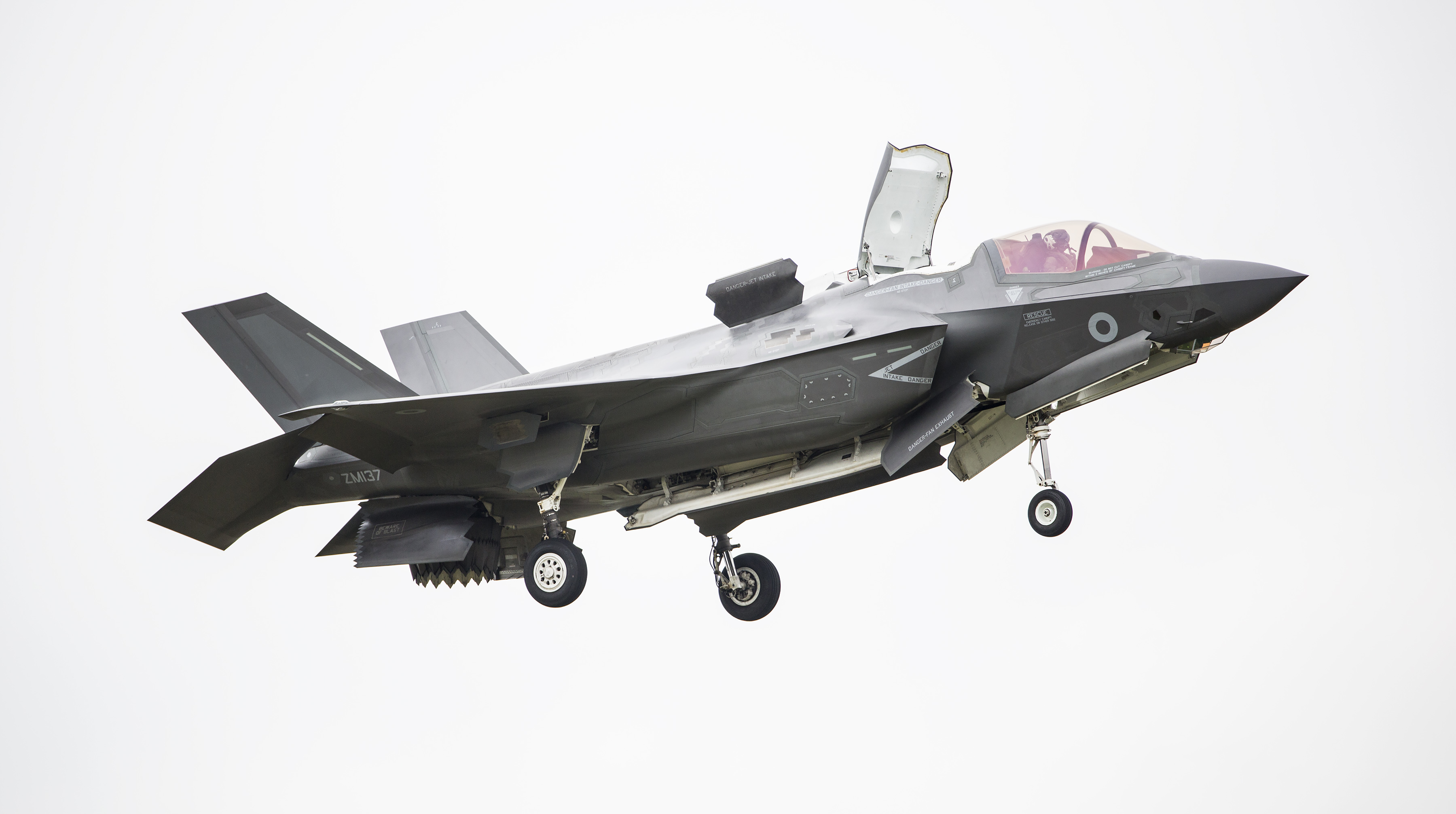
Um F-35B britânico

Era esperado que o F-35 entrasse no serviço ativo muito antes de 2015, mas foi só neste ano que ele foi autorizado a ser oficialmente adicionado ao inventário da força aérea dos Estados Unidos. Além dos inúmeros atrasos, problemas de performance e custos bem acima do orçamento trouxeram críticas e controvérsias a esta aeronave. Vários países ainda tem interesse em importar o caça, mas em quantidades reduzidas das previsões anteriores.
F-35A
- Austrália
- Bélgica
- Coreia do Sul
- Dinamarca
- Emirados Árabes Unidos[30]
  - 50 F-35 por US$ 23 bilhões.
- Finlândia
  - 64 aeronaves, no valor de US$ 11 bilhões[31]
- Itália
- Japão
  - 63 aeronaves[32]
- Noruega
- Países Baixos
  - 46 aeronaves[33]
  - lote adicional de 11 aeronaves encomendado[33]
- Polónia
  - 32 aeronaves por US$ 4,6 bilhões[34]
- Estados Unidos

F-35B
- Coreia do Sul
- Itália
- Japão
  - 42 aeronaves[32]
- Reino Unido
- Singapura
- Estados Unidos

F-35C
- Estados Unidos

F-35I
- Israel
  - 50 aeronaves.[35]
  - Possível lote adicional de 25 aeronaves.[35]

### Vendas canceladas
- Turquia (venda banida pelos Estados Unidos em 2019)[36]

### Potenciais utilizadores
- Alemanha
  - 35 aeronaves[37]
- Arábia Saudita
- Canadá
  - Até 88 aeronaves
- Catar
  - 50 aeronaves[38]
- Chéquia
  - 18 a 24 aeronaves[39]
- Emirados Árabes Unidos
  - 50 F-35 por US$ 23 bilhões.
- Espanha
  - Quantidade não definida de F35A e F35B
- Grécia
  - Entre 18 e 24 aeronaves.[39]
- Índia
- Indonésia[40]
- Portugal
  - 28 aeronaves por US$ 5,5 bilhões[41]
- Suíça 
  - 36 aeronaves por US$ 5,4 bilhões.[42] Aguarda aprovações internas para ser concluída.

### Vendas perdidas
- Roménia
- Taiwan

### Missões de combate

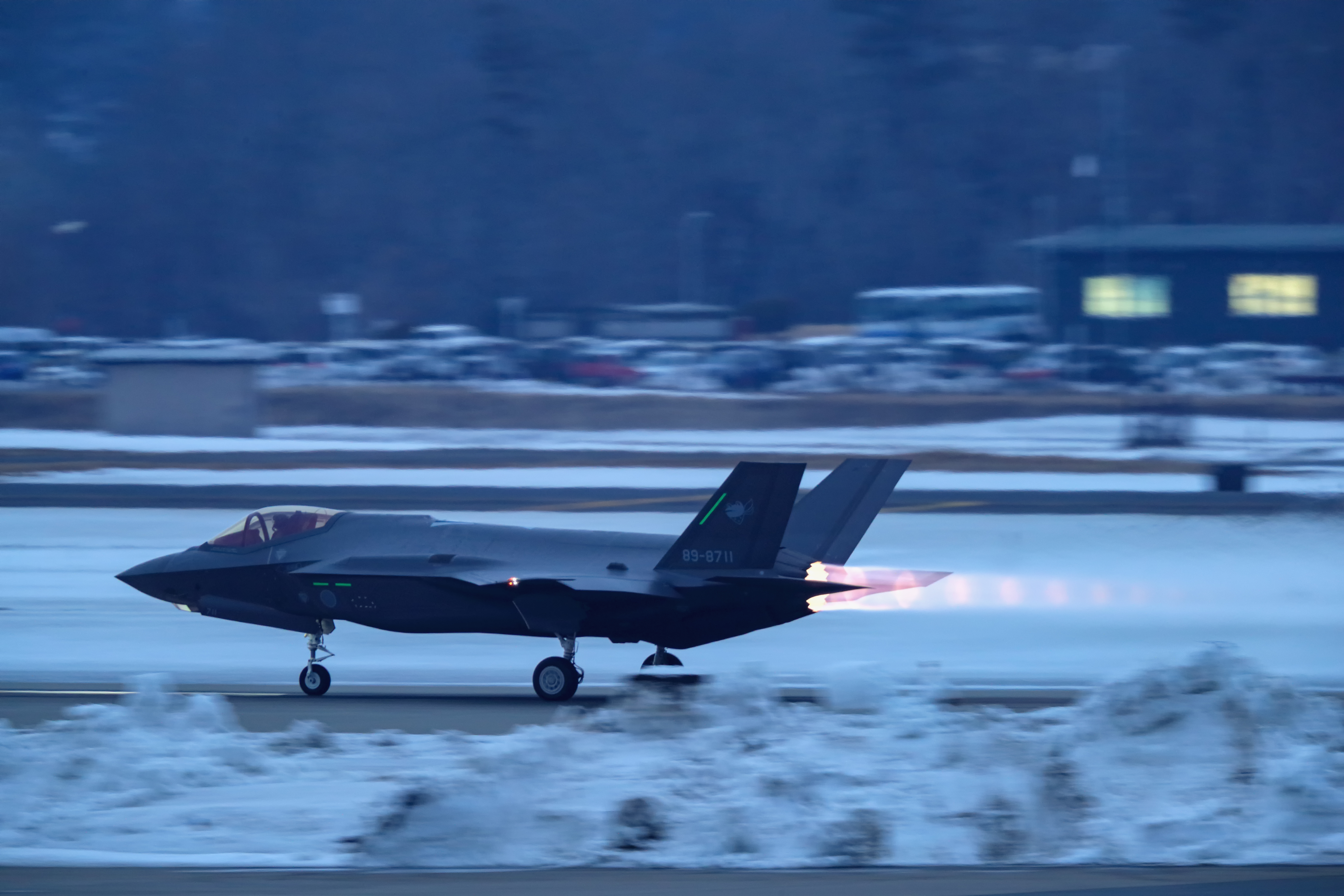
Um F-35A em pós-combustão na Base Aérea de Misawa, no Japão.

Em 22 de maio de 2018, o chefe da força aérea israelense, Amikam Norkin, afirmou que Israel utilizou seus caças F-35I em dois ataques, se tornando a primeira experiência de ataque de um F-35 na história, por qualquer país. Em julho de 2019, aeronaves F-35I Adir de Israel teriam atacado alvos iranianos no Iraque.
Em 27 de setembro de 2018, caças F-35B do Corpo de Fuzileiros Navais dos Estados Unidos atacaram alvos do Talibã no Afeganistão, a primeira vez que os Estados Unidos utilizou um F-35 em combate. As duas aeronaves dessa missão decolaram do navio de assalto anfíbio USS Essex, no Mar Arábico.
Em 15 de abril de 2019, a força aérea dos Estados Unidos transferiu um esquadrão de F-35As para a Base Aérea de Al Dhafra, nos Emirados Árabes Unidos, para seu primeiro serviço no Oriente Médio. Em 27 de abril de 2019, caças F-35A americanos bombardearam alvos do Estado Islâmico no norte do Iraque. Em 25 de junho, a Força Aérea Britânica utilizou pela primeira vez seus caças F-35B para missões de reconhecimento contra o Estado Islâmico em território sírio e iraquiano. Em novembro de 2024, os fuzileiros navais dos Estados Unidos utilizaram seus F-35Cs realizaram ataques ao movimento Houthi no Iêmen no contexto da Crise do Mar Vermelho, tornando-se a primeira vez que o F-35C foi usado em combate.
Desde 2018, Israel tem utilizado seus caças F-35I Adir em várias missões de combate e observação, incluindo em 2020, 2021 e 2022 atuando sobre os territórios palestinos. Vários destas aeronaves foram utilizadas para atacar alvos no Iêmen em setembro de 2024. Em outubro do mesmo ano, Israel usou, oficialmente pela primeira vez, seus F-35Is para atacar o Irã. Esses caças foram novamente utilizados durante os novos ataques israelenses contra o território iraniano em 2025, equipados com tanques de combustível conformais de baixa observação para estender seu alcance e permitir operações em solo iraniano sem reabastecimento em voo.

## Aeronaves
- F-35A CTOL - Decolagem e aterragem convencional

Este caça de 5ª geração de operação convencional, furtivo, supersónico e habilitado para uma variedade de missões, possui uma capacidade extraordinária de aceleração e execução de manobras certificada até 9 G. O enorme poder de processamento instalado aliado a sensores eficazes, tornam o F-35 um potente colector e transmissor de dados numa vasta rede de informações. É assim uma excelente e indispensável ferramenta na defesa da soberania.
- F-35B STOVL - Decolagem curta e aterragem vertical

Cada vez mais se colocam novos desafios de segurança, que exigem uma ampla distribuição de forças, capacitadas para intervir numa variedade alargada de cenários. A capacidade STOVL habilita o F-35B para operar numa multiplicidade de locais, como navios, estradas e bases aéreas rústicas. A operação STVOL tornou-se possível devido à utilização do sistema de propulsão patenteado "shaft-driven LiftFan", que em termos simplificados é a vectorização do fluxo de impulso através de eixos e ventoinhas, para partes distintas da aeronave. Esta abordagem supera muitos dos desafios de temperatura, velocidade e potência, colocados aquando da utilização de sistemas de elevação directa.
Os principais utilizadores são os Fuzileiros Norte-Americanos, a Força Aérea e Marinha do Reino Unido e a Marinha Italiana.
- F-35C CV - versão para uso em Porta-Aviões

É o primeiro avião furtivo e optimizado para uso naval ao serviço da Marinha Americana. Asas e superfícies de controlo maiores e a adição de ailerons na ponta das asas, proporcionam ao piloto do F-35C uma maior estabilidade e precisão na fase final de aproximação ao porta-aviões. O F-35C possui ainda, uma estrutura interna e trem de aterragem reforçados, compatíveis com as forças exercidas durante os lançamentos por catapulta e aterragem usando cabos de retenção.

### Especificações Comparativas
|                                    |                                         |                                            |                                |
|                                    | CTOL-Decolagem e Aterragem Convencional | STOVL-Decolagem Curta e Aterragem Vertical | CV-Versão para Porta-Aviões    |
| ---------------------------------- | --------------------------------------- | ------------------------------------------ | ------------------------------ |
| Primeiro voo                       | X-35A Outubro 2000                      | X-35B Junho 2001                           | X-35C Dezembro 2000            |
| Tripulação                         | 1 Piloto                                | 1 Piloto                                   | 1 Piloto                       |
| Comprimento                        | 15,4 m                                  | 15,4 m                                     | 15,5 m                         |
| Largura                            | 10,7 m                                  | 10,7 m                                     | 13,1 m /9,1 m c/ asas dobradas |
| Altura                             | 4,6 m                                   | 4,6 m                                      | 4,7 m                          |
| Área asas                          | 42,7 m²                                 | 42,7 m²                                    | 57,6 m²                        |
| Peso vazio                         | 9 980 kg                                | 10 660 kg                                  | 10 885 kg                      |
| Máximo à descolagem                | 22 680 kg                               | 22 680 kg                                  | 22 680 kg                      |
| Combustível interno                | 8 390 kg                                | 6 045 kg                                   | 8 900 kg                       |
| Carga máxima                       | 5 895 kg                                | 4 990 kg                                   | 7 710 kg                       |
| Carga máxima vs. avião substituído | 1,4 X                                   | 2,0 X                                      | 1,3 X                          |
| Avião Substituído                  | F-16                                    | AV-8B Harrier II                           | F/A-18                         |
| Velocidade máx. em altitude        | Mach 1,5 / Mach 1,8+                    | Mach 1,5 / Mach 1,8+                       | Mach 1,5 / Mach 1,8+           |
| Alcance                            | 2 500 km                                | 2 000 km                                   | 3 000 km                       |
| Alcance só Combustível Interno     | 2 220 km                                | 1 660 km                                   | 2 600 km                       |
| Raio de Combate                    | 1 090 km                                | 833 km                                     | 1 111 km                       |
| Alcance vs. avião Substituído      | 2,5 X                                   | 1,8 X                                      | 2,0 X                          |
| Limite carga G                     | 9,0 G                                   | 7,0 G                                      | 7,5 G                          |
| Missões / Dia                      | 3 breves/2 sustentadas                  | 4 breves/3 sustentadas                     | 3 breves/2 sustentadas         |
| Canhão                             | 1x 25-mm GAU-22/A                       | 1x 25-mm GAU-22/A externo                  | 1x 25-mm GAU-22/A externo      |
| Quantidade Munições                | 180 tiros                               | 220 tiros                                  | 220 tiros                      |

Fonte:

### Armamento
O armamento usado pelo F-35 resulta da combinação de vários vectores que podem ser transportados internamente, para o que estão disponíveis dois porões, ou externamente onde existem quatro pontos de sustentação sob as asas, asas essas que possuem mais dois pontos de sustentação ligeiros e apenas dedicados a mísseis ar-ar (AIM). O armamento  é comum às três versões, quase na sua totalidade e pode ser combinado da seguinte forma:

#### Interno
- 2x AIM-120C AMRAAM ou
- 2x AIM-132 ASRAAM e
- 2x AGM-154 JSOW ou (excepto F35B)
- 2x Brimstone[carece de fontes?] ou

- 2x GBU-12 Paveway LGB ou
- 2x GBU-31/32/38 JDAM ou
- 8x GBU-39 SDB ou
- 2x CBU-87/89 CBU[carece de fontes?] ou
- 2x CBU-103/104/105 WCMD[carece de fontes?]

#### Externo
- AGM-65 Maverick[carece de fontes?]
- AGM-88 HARM[carece de fontes?]
- AGM-158 JASSM
- Storm Shadow[carece de fontes?]
- GBU-10 de dezembro de 2016/24 LGB
- GBU-31 JDAM
- Mk 82/83/84 GP
- CBU-99/100 Rockeye II[carece de fontes?]

Em suportes dedicados:
- 2x AIM-9X Sidewinder ou
- 2x AIM-120B/C AMRAAM

## Aeronaves Perdidas
Lista de aeronaves perdidas em operações, em ordem cronológica dos eventos.
- Estados Unidos – 1 F35B do Corpo de Fuzileiros Navais (USMC) caiu na Carolina do Sul, perto da Marine Corps Air Station (MCAS), em Beaufort, no dia 28 de setembro de 2018. O piloto se ejetou em segurança e foi recuperado em boa situação de saúde.[55]
- Japão – 1 F35A (79-8705) pertencente à JASDF caiu após decolar da Base Aérea de Misawa, no nordeste do Japão, no dia 9 de abril de 2019. Partes do corpo do piloto de 41 anos, Major Akinori Hosomi, foram encontrados no mar pela JASDF [56]
- Estados Unidos – 1 F35A da USAF sofreu um acidente durante o pouso na base aérea de Eglin, na Flórida, no dia 19 de maio de 2020. O piloto se ejetou e sobreviveu.[57]
- Estados Unidos – 1 F35B do Corpo de Fuzileiros Navais (USMC) colidiu com um KC130J durante uma operação de reabastecimento aéreo perto do Estação Naval de El Centro, Califórnia, no dia 29 de setembro de 2020. O piloto se ejetou em segurança e foi recuperado em boa situação de saúde.[58]
- Reino Unido – 1 F-35B da Marinha Real Britânica caiu no mar mediterrâneo durante a decolagem do HMS Queen Elizabeth no dia 17 de novembro de 2021. O piloto se ejetou e foi resgatado com ferimentos não graves.[59]